# Nothobranchius brieni
Nothobranchius brieni är en fiskart som beskrevs av Max Poll, 1938. Den ingår i släktet Nothobranchius, och familjen Nothobranchiidae. IUCN kategoriserar arten globalt som livskraftig. Inga underarter finns listade i Catalogue of Life.